# شهرستان کرافورد (میزوری)
شهرستان کرافورد، میزوری (به انگلیسی: Crawford County, Missouri) یک سکونتگاه مسکونی در ایالات متحده آمریکا است که در میزوری واقع شده‌است.